# Триш Стратъс
Триш Стратъс (на английски: Trish Stratus), с истинско име Патриша Ан Стратиджиъс (Patricia Anne Stratigias), е фитнес модел, бивша кечистка и телевизионна звезда.

## Биография
Родена е на 18 декември 1975 г. в Торонто, Онтарио, Канада, в семейството на Джон и Алисън, поляк и гъркиня. Има 2 по-малки сестри – Кристи и Мелиса. Тя е с канадско гражданство.
Триш е поканена да участва в риалити шоуто „Armed and Famous“. Там се справя отлично с ролята на полицайка, преминава няколкомесечни специализирани курсове, на 6 декември на специална церемония е назначена като лейтенант в полицейското управление на град Манси, щата Индиана. Нейни колеги се шегуват, че най-опасното оръжие на Триш, с което тя ще обезоръжава престъпниците, са нейният чар и сексапил.
Точните мерки на красавицата са 36-24-36, тя тежи 57 кг и е висока 163 см. Триш е натурална брюнетка, но решава да се изруси. Интересен факт е, че до абитуриентския си бал не се е гримирала, нито е променяла цвета на косата си.
Любимият предмет на Триш в училище е бил биология. По специалност е фитнес модел, завършила е в Йорк Юнивърсити, а за кариерата като професионален кечист Триш се е подготвяла при Рон Хътсън. Тя отива в WWF като представител на Световната спортна асоциация. Там Триш ръководи отбора T&A и Вал Венис. В този период има доста конфликти с кечиста Ракиши и множество мачове срещу дивата Лита.
Скоро след скандал с „Организацията за защита на животните“ WWF се превръща в WWE. Първият, който посреща Триш там, е Джонатън Коучман (Тренера). Вече като кечистка на WWE, Триш печели първата си титла на турнира Survivor Series 2001 в Six-Way Match. Година по-късно Триш побеждава Джаз в „Първична сила“ и печели титлата за втори път, на 22 септември 2002 г. побеждава Моли Холи на турнира „Unforgiven“ и става трикратна шампионка при жените. На 30 март 2003 г. на КечМания 19 побеждава Виктория и Джаз в мач „Тройна Заплаха“. Този мач феновете ѝ класираха на второ място в класацията топ пет на най-великите мачове на Триш…
Година по-късно печели титлата за 4-ти път, като измъква победата на турнира „Bad Blood“ в мач „Фаталната четворка“ срещу Лита, Гайл Ким и шампионката тогава Виктория. През 2005 г. пламва враждата между Лита и Триш. Скоро Ейми успява да победи Триш и да ѝ отмъкне титлата, но на „Новогодишна революция“ Стратъс отново става шампионка…
След дебют на 18 март 2000 г. идва и най-тъжният момент за феновете на Триш, а и изобщо на кеча, именно 17 септември 2006 г., когато Триш печели за последен път титлата.
През 2007 г. Триш се занимава с новото си тв шоу „Next Comedy Legend“, чиято премиера е на 10 юли 2007 г. В него подбран екип от звезди търси следващата комедийна легенда. На кастинга Триш спомена, че е срещнала доста забавни и смешни хора и изборът ще е доста труден. През 2008 г. започва ново шоу (Travel show), по Travel Channel, с името „Stratusphere“. Снимките започват в началото на март, а излъчването е от август.
През 2013 г. Триш Стратъс е въведена в Залата на славата от Стефани Макмеън.

## Титли и постижения
- Cauliflower Alley Club
  - Награда за Железния Майк Мазурки (2016)
- Fighting Spirit Magazine
  - Награда за Двойно X (2006)
  - Награда за Три степени (2006)
- Pro Wrestling Illustrated
  - Жена на годината (2002, 2003, 2005, 2006)
  - Жена на десетилетието (2000 – 2009)
- World Wrestling Federation / Entertainment / WWE
  - Хардкор шампионка на WWE (1 път)
  - Шампионка при Жените на WWE (7 пъти)
  - Залата на славата на WWE (Избрана за 2013)
  - Мацка на годината (2001 – 2003)
  - Дива на десетилетието (2000)
- Wrestling Observer Newsletter
  - Най-лош Работен мач на годината (2002) с Джон Лейфийлд срещу Кристофър Ноуински и Джаки Гайда